# R.O.O.T.S.
A R.O.O.T.S., Flo Rida második stúdióalbuma, amely 2009. március 30-án jelent meg. Az album címe a Route Of Overcoming The Struggle rövidítése. 2010-ben Grammy-díjra jelölték a "Legjobb rap album" kategóriában.

## Az album dalai
| 1.    | Finally Here                | Tramar Dillard, R. Spears, Sly Jordan | Mark "Sounwave" Spears, Christopher "Spitfiya" Lanier for the bulletsproductionteam.com | 4:03 |
| 2.    | Jump (Feat. Nelly Furtado)  | Tramar Dillard, Mike Caren, Travis Barker, Oliver Goldstein, Nelly Furtado, Ester Dean                                                                             | Mike Caren, Oligee, co-producer: Travis Barker                                          | 3:28 |
| 3.    | Gotta Get It (Dancer)       | Tramar Dillard, Mike Caren, Oliver Goldstein, Mark Knopfler | Mike Caren, Oligee                                                                      | 4:01 |
| 4.    | Shone (Feat. Pleasure P)    | James Scheffer, Rico Love, Tramar Dillard, Andre Harris, Vidal Davis, Rex Zamor                                                                                    | Jim Jonsin, Dre & Vidal                                                                 | 4:13 |
| 5.    | Right Round (Feat. Ke$ha)   | Tramar Dillard, Lukasz Gottwald, Allan Grigg, Justin Franks, Philip Lawrence, Bruno Mars, Aaron Bay-Schuck, Peter Burns, Stephen Coy, Michael Percy, Timothy Lever | Dr. Luke, Kool Kojak                                                                    | 3:25 |
| 6.    | R.O.O.T.S                   | Tramar Dillard, Jean Borges | JRock                                                                                   | 3:45 |
| 7.    | Be On You (Feat. Ne-Yo)     | Tramar Dillard, Shaffer Smith, Mikkel Storleer Eriksen, Tor Erik Hermansen                                                                                         | Stargate, co-producer: Ne-Yo                                                            | 4:03 |
| 8.    | Mind On My Money            | Tramar Dillard, Eric Hudson, Noel Fisher | Eric Hudson                                                                             | 3:32 |
| 9.    | Available (Feat. Akon)      | Tramar Dillard, William Adams, Aliaune Thiam, Harold Clayton, Sigidi Abdullah                                                                                      | will.i.am                                                                               | 4:25 |
| 10.   | Touch Me                    | Tramar Dillard, Lukasz Gottwald, Benjamin Levin | Dr. Luke, Benny Blanco                                                                  | 3:11 |
| 11.   | Never                       | Tramar Dillard, Nathan Perez | Happy Perez                                                                             | 4:22 |
| 12.   | Sugar (Feat. Wynter Gordon) | Tramar Dillard, Montay Humphrey, Carlos Battey, Steven Battey, Maurizio Lobina, Gianfranco Randone, Massimo Gabutti, Mike Caren                                    | DJ Montay, Mike Caren                                                                   | 4:12 |
| 13.   | Rewind (Feat. Wyclef Jean)  | Tramar Dillard, Theron Thomas, Timothy Thomas, Wyclef Jean, Maurice Carpenter, Leigh Elliott, Johnny Mollings, Lenny Mollings                                      | The Inkredibles                                                                         | 4:29 |
| 51:00 |                             | |                                                                                         |      |

## Helyezések
| Lista (2009)                          | Csúcshelyezés |
| ------------------------------------- | ------------- |
| Australian Albums Chart               | 6             |
| Australian Urban Albums Chart         | 1             |
| Austrian Albums Chart                 | 21            |
| Belgian Albums Chart                  | 19            |
| Canadian Albums Chart                 | 6             |
| Dutch Albums Chart                    | 69            |
| French Albums Chart                   | 25            |
| Germany Albums Chart                  | 21            |
| Irish Albums Chart                    | 13            |
| Italian Albums Chart                  | 99            |
| Japanese Albums Chart                 | 7             |
| New Zealand Albums Chart              | 13            |
| Swiss Albums Chart                    | 14            |
| UK Albums Chart                       | 5             |
| UK R&B Chart                          | 1             |
| U.S. Billboard 200                    | 8             |
| U.S. Billboard Top R&B/Hip-Hop Albums | 6             |
| U.S. Billboard Top Rap Albums         | 3             |

## Fordítás
- Ez a szócikk részben vagy egészben  a   R.O.O.T.S. című angol Wikipédia-szócikk fordításán alapul.  Az eredeti cikk szerkesztőit annak laptörténete sorolja fel. Ez a jelzés csupán a megfogalmazás eredetét és a szerzői jogokat jelzi, nem szolgál a cikkben szereplő információk forrásmegjelöléseként.